# Pseudophilanthus tavetensis
Pseudophilanthus tavetensis is een vliesvleugelig insect uit de familie Melittidae. De wetenschappelijke naam van de soort is voor het eerst geldig gepubliceerd in 1934 door Cockerell.